# Selered
Selered est roi des Saxons de l'Est dans la première moitié du VIIIe siècle.

## Biographie
Selered descend de Sledd par une branche cadette de la maison royale d'Essex, dont il est apparemment le premier représentant à monter sur le trône. La Chronique anglo-saxonne rapporte qu'il est tué en 746, sans plus de précisions. Il semble avoir régné conjointement avec Swæfberht, qui est mort en 738, à moins qu'il ne lui ait succédé. Son fils Sigeric et son petit-fils Sigered deviennent rois par la suite.